# Panales Jamaica
Panales Jamaica är en ort i Mexiko.   Den ligger i kommunen Tarimoro och delstaten Guanajuato, i den centrala delen av landet, 200 km nordväst om huvudstaden Mexico City. Panales Jamaica ligger 1 757 meter över havet och antalet invånare är 2 250.
Terrängen runt Panales Jamaica är platt åt sydväst, men åt nordost är den kuperad. Runt Panales Jamaica är det ganska tätbefolkat, med 70 invånare per kvadratkilometer. Närmaste större samhälle är Tarimoro, 7,0 km öster om Panales Jamaica. Trakten runt Panales Jamaica består till största delen av jordbruksmark.